# BTHO 622

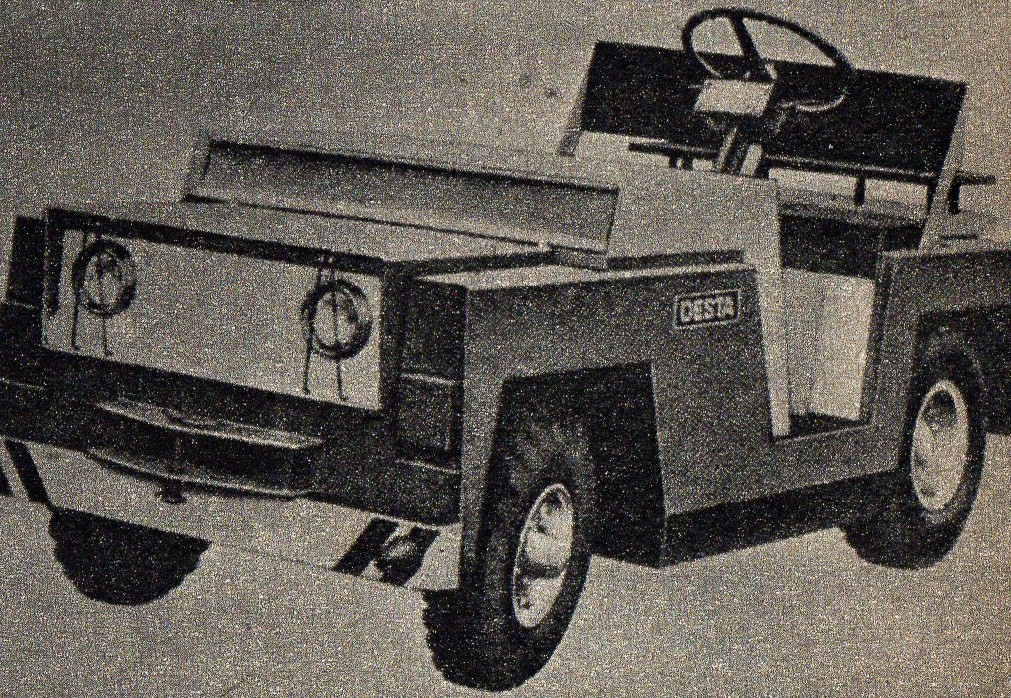
Ciągnik BTHO 622

BTHO 622 – czechosłowacki ciągnik drogowy, przeznaczony do przewozu ładunków na nieduże odległości (przede wszystkim transport lotniskowy i zakładowy transport wewnętrzny). Producentem ciągnika były zakłady Desta z Deczyna. Produkcję rozpoczęto w 1970.
Dane techniczne:
- masa własna - 1550 kg,
- zużycie paliwa - 4-6 litrów benzyny na godzinę jazdy,
- prędkość maksymalna - 30 km/h,
- wyposażony w tłumik katalityczny,
- do dłuższych jazd możliwość dodania dachu dla ochrony przed czynnikami klimatycznymi.